# Kibakoganea unnahachotei
Kibakoganea unnahachotei — вид жуків родини пластинчастовусих (Scarabaeidae). Описаний у 2024 році.

## Назва
Видовий епітет unnahachotei данно на честь тайського ентомолога Торнтана Уннахачоте.

## Поширення
Ендемік Таїланду. Поширений у провінції Пхетчабун.